# 前谷惟光
前谷 惟光（まえたに これみつ、1917年（大正6年）12月8日 - 1974年（昭和49年）10月23日）は日本の漫画家。東京出身。父は「子供の科学」を主宰した原田三夫。東京高等工芸学校（現千葉大学工学部）中退。

## 来歴
日本画家の尾竹国観に師事。1939年召集、中国、ビルマ戦線を転戦、九死に一生を得る。復員ののち東宝に勤務するが、東宝争議に伴い退社。その後科学雑誌の挿絵画家を経て、1951年『火星の八ちゃん』（「少年少女読売」）、『トッピ博士』（寿書房）で児童漫画デビュー。1955年から「ロボット三等兵」シリーズを発表して人気を得た。「すごいのが出たね」「いやなことをいうね」などのセリフやその絵柄などの模写で、秋本治など、オマージュやパロディの対象にする漫画家は多い。それ以降も落語や童話の漫画化作品を多数発表した。1974年、没。

## 主な作品
- トッピ博士（日の丸）
- ポン助とコン吉（少年画報）
- 戦国竜虎伝（少年画報）
- ロボットシリーズ（少年倶楽部他）
  - ロボット三等兵 - ノモンハン、真珠湾、シンガポール、ミッドウェー、ガダルカナルなど、大東亜戦争[4]における戦場をロボットが転戦するドタバタギャグコメディ。
  - ロボット特攻隊（ロボット少尉） - ロボット三等兵が敵軍の爆撃機に潜入し、その爆撃機を奪うことに成功。９階級躍進で少尉になったロボットは、人間を部下に持つ小隊長となる。
  - ロボット捕物帖 - 江戸時代、譜代小藩の家老・大久保三太夫は大量の人員整理を決断。ロボットを主人公に描いたドタバタギャグ漫画。
  - ロボット二挺拳銃 - アメリカ西部開拓時代、カリフォルニア州にある無法地帯。そこへ二挺拳銃が自慢のロボットがやって来て大暴れ。
  - ロボットサラリーマン - 勤め人になったロボットが社長命令でケチな大株主の東京見物のお供をする。
  - ロボットGメン - 時はアメリカの禁酒法時代。Ｇメンに任命されたロボットが暗黒街のギャングを相手に奮戦。
  - ロボット110号 - ロボットが警察官になり、交番勤務を務めるものの何かしらやらかしてしまい、騒動が発生してしまう。
  - ロボットスター - 映画スターになることを決心したロボットが、大東京撮影所へと入所する。
  - ロボット童話 - ロボットが不思議の国のアリス、ジャックと豆の木など様々な童話の主人公になって愉快な活躍を見せる。
  - ロボット名探偵 - ロボットが探偵になり、助手のロボット犬とともに様々な事件を解決していく。
  - ロボットゴールデンボーイ - ロボットが野球選手になり、米マイナーリーグのオンボロ球団ドンキーズにスカウトされる。
  - ロボットくん（ぼくら） - 幕末生まれのロボットは鬼退治に失敗して家を追い出されてしまい、幕末の勤王志士になり新選組と対決する。
- 火星の八ちゃん（ぼくら）
- ごくらく紳士（少年倶楽部）
- ダイラケ二等兵（ぼくら）
- 落語漫画第一集～第九集（不明。kindle版がイーブックイニチアティブジャパンから復刊）
  - まんが寄席：古典落語傑作選（木耳社。上記のものの傑作選）